# Adolf Müller
Adolf Müller (Suiza, 11 de abril de 1914) fue un deportista suizo especialista en lucha libre olímpica donde llegó a ser medallista de bronce olímpico en Londres 1948.

## Carrera deportiva
En los Juegos Olímpicos de 1948 celebrados en Londres ganó la medalla de bronce en lucha libre olímpica estilo peso pluma, tras el turco Gazanfer Bilge (oro) y el sueco Ivar Sjölin (plata).